# حرب البارونات الأولى
 حرب البارونات الأولى  هي حرب أهلية إنجليزية دارت بين عامي 1215-1217، بين مجموعة من البارونات المتمردين على الملكية بقيادة روبرت فيتزوالتر بدعم من الجيش الفرنسي بقيادة ولي العهد الفرنسي الأمير لويس، ضد ملك إنجلترا جون. اشتعلت الحرب نتيجة لرفض الملك وتنكُره للماجنا كارتا، التي تم التوقيع عليها في 15 يونيو 1215، ولطموحات الأمير الفرنسي الذين دخل الحرب بعد دعوة بعض البارونات له لدعمهم في الحرب.

## خلفية تاريخية
كان الملك جون عام 1215 مجبرًا على وضع ختمه على «بنود البارونات» التي وضعها عدد من البارونات ذوي السلطة الذين لم يتحملوا قيادة جون الفاشلة وحكمه الاستبدادي. وُضع الختم الملكي على الوثيقة في الخامس عشر من يونيو عام 1215. لقاء ذلك، جدد البارونات عهود الولاء للملك جون في التاسع عشر من يوليو عام 1215. أُنشئ سجل رسمي لتسجيل الاتفاقية من قبل مكتب المحفوظات الملكي في الخامس عشر من يوليو؛ كانت هذه النسخة الأصلية للماغنا كارتا أو الوثيقة العظمى. «قانون البلاد» هو أحد الشعارات الشهيرة للماغنا كارتا، والتي تقف في وجه الإرادة المحضة للملك.
تحتوي الوثيقة العظمى الموقعة عام 1215 على بنود تقلص نظريًا سلطة الملك، مثل البند 61 أو «بند الأمن». سمح هذا البند لمجموعة من 25 بارونًا أن تتجاوز سلطة الملك بالقوة في أي وقت، وهي تمثل إجراءً قضائيًا يعود للقرون الوسطى هو حيازة الملكية، والتي كانت أمرًا شائعًا في العلاقات الإقطاعية لكنها لم يسبق أن طُبقت على ملك من قبل. بعد عدة أشهر من محاولات التفاوض الفاترة في صيف عام 1215، اندلعت الحرب المفتوحة بين البارونات المتمردين من جهة، وبين الملك وأنصاره من جهة أخرى.

## تبعات الأحداث
بعد عام ونصف العام من الحرب، كان معظم البارونات المتمردين قد انشقوا. نتيجة ذلك وخسارة الفرنسيين في عام 1217، أُجبر لويس على التفاوض. أصر عدد من أنصار الملك هنري على الاستسلام غير المشروط، لكن إيرل بمبروك نجح في الوصول إلى شروط أكثر اعتدالًا.
في اتفاقية لامبيث التي وُقع عليها في الحادي عشر من سبتمبر عام 1217، أُجبر لويس على التخلي عن مطالبته بعرش إنجلترا ووافق على أنه لم يكن أبدًا الملك الشرعي. شملت البنود الرئيسية للاتفاقية منح عفو عام للمتمردين الإنجليز، على الرغم من إرغام البارونات الذين انضموا إلى لويس على دفع مبلغ 10,000 مارك للأمير الفرنسي من أجل التعجيل في الانسحاب. سلم لويس القلاع القليلة الباقية تحت سلطته، وحث حلفاءه -بالأخص القوات الاسكتلندية والويلزية تحت قيادة ألكسندر الثاني ولولين العظيم على الترتيب- على رمي أسلحتهم والتوقف عن القتال. تعهد لويس أيضًا بعدم مهاجمة إنجلترا مجددًا.